# Éles
Éles (1886-ig Kosztivjarszja, 1899-ig Osztró, szlovákul: Ostrov) község Szlovákiában, a Kassai kerület Szobránci járásában.

## Fekvése
Szobránctól 3 km-re délre, a Szobránc-patak jobb partján fekszik.

## Története
1336-ban említik először.
A 18. század végén, 1799-ben Vályi András így ír róla: „OSZTRO. Tót falu Ungvár Várm. földes Urai több Urak, lakosai külömbfélék, fekszik Tibéhez közel, mellynek filiája, határja jó termékenységű.”
Fényes Elek 1851-ben kiadott geográfiai szótárában így ír a faluról: „Osztró, tót-orosz falu, Ungh vmegyében, ut. p. Szobránczhoz délre 3/4 órányira, 173 romai, 65 g. kath., 28 ref., 20 zsidó lak. Róna termékeny határ. Tölgyes erdő. F. u. Szemere, Pongrácz, Csuka s m.”
A trianoni diktátumig Ung vármegye Szobránci járásához tartozott, majd az újonnan létrehozott csehszlovák államhoz csatolták. 1938 és 1945 között újra Magyarország része.

## Népessége
| Év:            | 1994. | 2004.   | 2014.   | 2024.   |
| -------------- | ----- | ------- | ------- | ------- |
| Emberek száma: | 287   | 275     | 295     | 306     |
| Eltérés:       |       | -4,18 % | +7,27 % | +3,72 % |

| Év:            | 2023. | 2024.   |
| -------------- | ----- | ------- |
| Emberek száma: | 312   | 306     |
| Eltérés:       |       | -1,92 % |

1910-ben 456, túlnyomórészt szlovák anyanyelvű lakosa volt.
2003-ban 300 lakosa volt.
2011-ben 295 lakosából 265 szlovák volt.

## Nevezetességei
- Az Úr mennybemenetele katolikus templomát a 20. század elején építették neogótikus stílusban.